# Ислари
Ислари (груз. ისლარი) — село в Грузии, на территории Харагаульского муниципалитета края (мхаре) Имеретия.

## География
Село находится в западной части Грузии, в долине реки Джихвела (левый приток Чхеримелы), на расстоянии 2 километров к западу от посёлка городского типа Харагаули, административного центра муниципалитета. Абсолютная высота — 347 метров над уровнем моря.

## Население
По результатам официальной переписи населения 2014 года, в Ислари проживало 137 человек (63 мужчины и 74 женщины). В национальной структуре населения грузины составляли 100 %.
| Год  | Население, человек |
| ---- | ------------------ |
| 2002 | 233                |
| 2014 | ↘ 137              |